# Jeramir Schamirkanow
Jeramir Schamirkanow (kirgisisch Ерамир Шамйрканов; * 23. Februar 2000) ist ein kirgisischer Eishockeyspieler.

## Karriere
Im Juniorenbereich spielte Schamirkanow für Kirgistan beim IIHF U20 Challenge Cup of Asia 2018, wo er mit seinem Team die Silbermedaille gewann.
Für die kirgisische Herren-Auswahl nahm Schamirkanow an der Weltmeisterschaft der Division IV 2022 und an der Weltmeisterschaft der Division III 2023 teil.
Über die Vereinskarriere Schamirkanows ist nichts bekannt.

## Erfolge und Auszeichnungen
- 2018 Silbermedaille beim IIHF U20 Challenge Cup of Asia
- 2022 Aufstieg in die Division III, Gruppe B, bei der Weltmeisterschaft der Division IV
- 2023 Aufstieg in die Division III, Gruppe A, bei der Weltmeisterschaft der Division III, Gruppe B